# Роспильози, Джакомо
Джакомо Роспильози (итал. Giacomo Rospigliosi; 29 декабря 1628, Пистойя, Великое герцогство Тосканское — 2 февраля 1684, Рим, Папская область) — итальянский куриальный кардинал, папский дипломат и доктор обоих прав. Племянник Папы Климента IX, брат кардинала Феличе Роспильози. Апостольский интернунций во Фландрии с 14 июня 1665 по 12 июля 1667. Префект Верховного Трибунала Апостольской Сигнатуры справедливости с 20 декабря 1667 по 2 февраля 1684. Архипресвитер патриаршей Либерийской базилики с 3 августа 1671 по 2 февраля 1684. Камерленго Священной Коллегии кардиналов с 8 января 1680 по 13 января 1681. Кардинал-священник с 12 декабря 1667, с титулом церкви Сан-Систо с 30 января 1668 по 16 мая 1672. Кардинал-священник с титулом церкви Санти-Джованни-э-Паоло с 16 мая 1672 по 2 февраля 1684.